# El Carrizo, San Martín Chalchicuautla
El Carrizo är en ort i Mexiko.   Den ligger i kommunen San Martín Chalchicuautla och delstaten San Luis Potosí, i den sydöstra delen av landet, 230 km norr om huvudstaden Mexico City. El Carrizo ligger 121 meter över havet och antalet invånare är 325.
Terrängen runt El Carrizo är platt. Runt El Carrizo är det ganska tätbefolkat, med 90 invånare per kvadratkilometer. Närmaste större samhälle är Tampacan, 18,1 km väster om El Carrizo. Omgivningarna runt El Carrizo är en mosaik av jordbruksmark och naturlig växtlighet.